# Sunrise Airways
Sunrise Airways è una compagnia aerea haitiana che opera voli di linea passeggeri e voli charter.

## Storia
Sunrise Airways è stata fondata nel 2010 e ha iniziato i voli su base charter il 1º gennaio 2011. Nel febbraio 2011, il vettore ha iniziato i voli di linea tra Port-au-Prince e Jacmel ad Haiti offrendo servizi passeggeri, merci e posta. Nel luglio 2011, tutti i voli di linea sono stati interrotti e la compagnia aerea ha operato solo su base charter. Il 20 dicembre 2012 è tornata ai servizi di linea, offrendo due voli commerciali giornalieri tra Port-au-Prince e Cap-Haïtien con un BAE Jetstream 32.
Nell'ottobre 2014, Sunrise Airways ha avviato un servizio di linea regolare per Santiago di Cuba, i primi voli commerciali della compagnia per Cuba. Nel marzo 2016 è stata aperta una seconda rotta per Cuba (Camaguey). Nel 2016, Sunrise è stata approvata dal Dipartimento dei trasporti degli USA per offrire voli tra Haiti e più destinazioni negli Stati Uniti. Da ottobre 2016 a marzo 2017, la compagnia ha offerto un servizio stagionale per l'aeroporto Internazionale di Orlando (MCO).

## Destinazioni
Al 2021, Sunrise Airways opera voli di linea nazionali e internazionali verso Cuba, Repubblica Dominicana e Turks e Caicos.

## Flotta

### Flotta attuale
A dicembre 2022 la flotta di Sunrise Airways è così composta:

### Flotta storica
Nel corso degli anni Sunrise Airways ha operato con i seguenti modelli di aeromobili:
- Airbus A320-200
- ATR 42-300
- BAE Jetstream 32
- Boeing 737-300
- Boeing 737-400
- Boeing 737-800